# Kaneʻalai
Kaneʻalai (Kane-a-Laʻe) bila je velika plemkinja i kraljica vladarica havajskog otoka Molokaija u 18. stoljeću, Aliʻi Wahine, te također kraljica supruga Mauija.

## Biografija
Kaneʻalai je bila kći plemića Luahiwe II. (član kraljevske obitelji Kauaija) i plemkinje Kahoʻoia-a-Pehu.
Poznata je po tome što je zasadila stablo jabuke.
Udala se za havajskog kralja Keaweikekahialiʻiokamokua te su imali četvero djece.
Nakon njegove se smrti preudala za Kekaulikea, kralja Mauija. Njihova je kći bila kraljica Luahiwa, nazvana po djedu.
Zbog Kaneʻalai je njezin posinak Kamehameha-nui odgajan kao dječak u Waialui.
Njezini su unuci i drugi plemići s Molokaija otišli pomoći Kamehameha-nuiju.